# Antonio Paim
Antonio Ferreira Paim (Jacobina, 7 de abril de 1927-30 de abril de 2021) fue un filósofo e historiador brasileño. formado en la Universidad Estatal de Moscú. Autor de más de 40 obras, Paim es un exponente del pensamiento liberal brasileño.
Su obra puede ser clasificada como sigue: Filosofía General, en que publicó Problemática del culturalismo, Modelos éticos; Fundamentos de la moral moderna; Tratado de la ética y concluyó el equilibrio del marxismo y descenso; En la que el libro más exitoso es Historia de las ideas filosóficas en Brasil, más siete libros de estudios complementarios; La filosofía política, en la que se destacan el liberalismo contemporáneo; La historia del liberalismo brasileño y La querella del estatismo, en que procede al balance de la aplicación de la categoría de Estado Patrimonial a la realidad brasileña.
En el ámbito de la Filosofía de la Educación, ha publicado material didáctico relacionado con las Humanidades ya la educación para la ciudadanía, en colaboración con Leonardo Prota y Ricardo Vélez Rodríguez. Después de investigar el tema de la moral, se decidió por publicar Momentos decisivos de la historia de Brasil y un pequeño resumen de sus principales conclusiones titulado El relativo atraso brasileño y su difícil superación.

## Biografía
Formado en filosofía en la Universidad de Brasil, Paim fue un militante del Partido Comunista Brasileño. Durante esa época, fue estudioso del marxismo en la Universidad Estatal de Moscú. Posteriormente, Paim tuvo un giro hacia el liberalismo democrático, y pasó a ser un crítico del marxismo. A partir de entonces sus estudios se concentraron en la historia de la política brasileña, en el pensamiento filosófico luso-brasileño y en el propio liberalismo.
A partir de los años 60, Paim fue profesor en diversas universidades de Río de Janeiro. En la Universidad Federal de Río de Janeiro, en la Pontificia Universidad Católica de Río de Janeiro, en la Universidad Federal de Juiz de Fora, fue titular libre docente en la Universidad Gama Filho. En el marco de la Conferencia de las Naciones Unidas sobre el Cambio Climático, la Comisión de las Naciones Unidas para la Educación, la Ciencia y la Tecnología, Lisboa y el Instituto de la filosofía luso-brasileña.